# Droga wojewódzka nr 206
Droga wojewódzka nr 206 (DW206) – droga wojewódzka w woj. zachodniopomorskim i woj. pomorskim o długości 60 km łącząca Koszalin z miastem Polanów, następnie z drogą nr 20 w Miastku. 
Droga przebiega przez Koszalin (miasto na prawach powiatu), powiat koszaliński (gminy: Sianów i Polanów) i powiat bytowski (gmina: Miastko) w woj. pomorskim. Podlega pod miasto Koszalin (6,5 km), pod Rejon Dróg Wojewódzkich Koszalin (36 km) jako droga klasy G, pod RDW Lębork (17,6 km).

## Obiekty i miejscowości leżące przy trasie DW206
- Koszalin
- Nacław
- aleja bukowa z Jacinek do Nacławia
- Jacinki
- Polanów
- Świerzenko
- Miastko